# Gesamtschule Immanuel Kant
Die Gesamtschule Immanuel Kant (Langform: Gesamtschule „Immanuel Kant“ mit gymnasialer Oberstufe Falkensee) ist eine offene Ganztagsschule in Falkensee im brandenburgischen Landkreis Havelland.

## Geschichte
Die Schulgebäude wurden von 1985 bis 1986 errichtet. 1986 erfolgte die Gründung der Polytechnischen Oberschule (POS), der zehnklassigen Normalschule der DDR. Ursprünglich sollte die POS nach Maxim Gorki benannt werden. Aus der damaligen Bezirkshauptstadt Potsdam kam jedoch die Anordnung, die Schule nach dem polnischen Kommunisten Aleksander Zawadzki zu benennen. Die Schule wurde dann bis 1991 als zweizügige POS „Alexander Zawadzki“ geführt. 
Nach der Wiedervereinigung wurde das Schulrecht in Brandenburg reformiert und die Schule zu einer Gesamtschule, in welcher in den Jahrgängen 7–10 je zwei Kassen beschult wurden. Auf Beschluss der Schulkonferenz wurde die Schule nach Immanuel Kant umbenannt. Auf dem Schulgelände war zu dieser Zeit parallel eine Grundschule untergebracht. 
1998 konnte die Einrichtung einen sehr starken Schülerzuwachs verzeichnen, sodass 1999 eine Oberstufe eröffnet wurde, die Schülerzahl wurde mehr als verdreifacht. 2003 errichtete die Stadt ein weiteres Gebäude (C-Gebäude), kurz nachdem 2002 der erste Jahrgang sein Abitur abgelegt hatte. Die beiden ursprünglichen Komplexe (A-Gebäude und B-Gebäude) wurden 2013 vollständig saniert.

## Lehrangebot
An der Gesamtschule findet der Schulbetrieb ganztags statt. Es können unter anderem das Abitur nach 13 Jahren und der Mittlere Schulabschluss nach zehn Jahren erworben werden. Die Bildungseinrichtung nimmt am Projekt „Schule ohne Rassismus – Schule mit Courage“ teil. Die über 1100 Schüler werden von fast 100 Lehrern unterrichtet und können neben den üblichen Unterrichtsfächern auch Pädagogik, Kommunikation oder Russisch belegen. Die Fächer Geschichte und Geografie werden bilingual angeboten. In der Oberstufe kann dann zwischen verschiedenen Seminarkursen gewählt werden, die neben „Jugend debattiert“ und Grafikdesign etwa auch Veranstaltungsmanagement oder Webtechnologie umfassen. Der Unterricht findet in den Jahrgängen 7–10 im Klassensystem, in den Jahrgängen 11–13 im Kurssystem statt.

## Außerschulische Aktivitäten
Die Schule nimmt an zahlreichen Wettbewerben teil, zu denen das Projekt „Jugend gründet“ gehört, im Rahmen dessen die Schülerfirma als beste Deutschlands ausgezeichnet wurde. Eine Teilnahme an den Bundesjugendspielen oder „Jugend debattiert“ ist jedoch auch möglich. Schulintern finden ein Musikwettbewerb, ein Vorlesewettbewerb sowie Poetry Slam und ein Weihnachtskonzert statt. Außerdem können die Schüler an vielen Arbeitsgemeinschaften teilnehmen, die teils kreativ, teils sportlich oder logisch und wissenschaftlich geprägt sind.

## Partnerschaften
Die Schule pflegt Partnerschaften mit mehreren lokalen Grundschulen, der Universität Potsdam dem lokalen Arbeiter-Samariter-Bund (ASB), einem Sportverein sowie zahlreichen Kooperationspartnern aus der Wirtschaft.